# Vasile Popp
Vasile Popp (n. 1789, Chimitelnicul de Câmpie – d. 1842) a fost un medic, terapeut, bibliograf și publicist român transilvănean.
Se trage dintr-o familie de intelectuali sătești, care a dat mai multe generații de preoți greco-catolici.
Studiile primare le-a făcut la gimnaziul catolic din Târgu Mureș, până în 1807, după care a continuat studiile la Cluj. Ajuns la Viena a început studii de drept, la dorința tatălui său. Mama sa, dorea ca el să devină preot. El a luat hotărârea să studieze filozofia și medicina.
A absolvit studiul filozofiei la Universitatea din Viena și s-a pregătit pentru a lua doctoratul. Doctoratul consta în trei examene. Primul examen, în 18 februarie 1813 a fost la materia 
Philosophia theoretica et practica, pentru care a fost notat cu adprobatus unanimiter. Examenul următor, la Historia universalis l-a trecut în 29 iulie 1913 cu calificativul adprobatus per unanima. Ultimul examen, din 15 decembrie 1814, la materia Ex Mathesi et Physica, l-a trecut cu calificativul adprobatus per majora. Ca urmare a rezultatelor examenelor, în 24 decembrie 1814 a primit titlul de Doctor în filozofie.
După ce a absolvit și facultatea de medicină, din 1815 s-a pregătit să susțină și lucrarea pentru titlul de doctor în medicină. A avut de susținut două examene, în 10 ianuarie1817 și 21 martie 1817, pe care le-a trecut cu calificativele suficienter, respectiv satis bene. Teza sa de doctor în medicină, cu tema „Despre obiceiurile populare de înmormântare la români" (Viena, 1817), este o valoroasă lucrare de etnografie. Lucrarea a fost publicată în limba latină, cu titlul De funeribus plebejis daco-romanorum sive hodiernorum valachorum et quibusdam circa ea abusibus perpetuo respectu habito ad veterum romanorum funera, sub numele său latinizat "Papp Basilius".
În 1817 se stabilește la Brașov, moment în care începe o nouă etapă în viața sa. După trei ani primește aprobarea de liberă practică a medicinii.
Vasile Popp a tradus în limba română lucrarea medicului vienez Raphael Johann Steidele, Lehrbuch von der Hebammenkunst (Manual pentru arta moșitului), pe care l-a pus la dispoziția moașelor din satele Transilvaniei.
În 1820 Vasile Popp a fost chemat la seminarul Socola din Iași, unde, timp de un an, a predat filologia și filosofia. Aici a susținut prelegerea Filosofia și filologia, sau comparație între limba română și limba latină. Activitatea sa la Socola a luat sfârșit datorită revoluției de la 1821.
A publicat în 1821 la Sibiu prima lucrare în limba română de balneologie cu titlul „Despre apele minerale de la Arpătac, Bodoc și Covasna”.
În 1827 Vasile Popp a scris introducerea la a doua ediție a cărții Psaltirea în versuri a lui Ioan Pralea, introducere considerată o schiță a literaturii române.
În primăvara anului 1829 a solicitat postul de physicus cameralis pentru regiunea Zlatna, cerere aprobată de Curtea de la Viena în 9 mai 1829. Ca medic al camerei i s-a asigurat un venit de 1.004 florini pe an. În această calitate, a luptat timp de aproape 13 ani împotriva unor boli endemice, ca gușa, și a unor boli profesionale, ca intoxicațiile și accidentele de muncă. A luat parte și la combaterea epizootiilor și a ciumei care au izbucnit în zona Zlatna. A organizat vaccinarea copiilor, înființarea de farmacii, pregătirea sanitarilor și a creat condiții de viață mai bune pentru medici.
Vasile Popp a scris și o Disertație despre tipografiile românești din Transilvania, apărută în anul 1838  la Sibiu și reeditată cu varianta franceză (Dissertation sur les typographies roumaines en Transylvanie et dans les pays voisins des origines jusqu'en 1838) cu studiu introductiv, ediție, note, rezumat și indice de  Mârza, Eva ; Mârza, Iacob la Editura Dacia, Cluj Napoca, 1995.